# Kelly Preston
Kelly Kamalelehua Smith, coneguda artísticament com Kelly Preston (Honolulu, Hawaii, 13 d'octubre de 1962 - Clearwater, Florida, 12 de juliol de 2020), va ser una actriu de cinema i televisió i model estatunidenca.

## Vida professional
La seva filmografia principal inclou títols com Poc abans de mitjanit (1983), Christine (1983), Admiradora secreta (1985), Twins (1988), Obert fins a la matinada (1996), Curdled (1996), Jerry Maguire (1996), Addicted to Love (1997), For Love of the Game (1999), Camp de batalla: la Terra (2000), El gat (2003), Eulogy (2004), Sentència de mort (2004), The Last Song (2010) i Des de París amb amor (2010). També va treballar en sèries de televisió com Medium (2008), entre d'altres.

## Vida personal
Poc abans d'obtenir el seu primer paper important en el cinema a la pel·lícula Mischief (1985) va canviar el seu cognom pel de Preston.
Va conèixer John Travolta el 1987 durant el rodatge de la pel·lícula Els experts, amb qui es va casar el 1991 a París en una cerimònia segons el culte que ambdós professaven, la Cienciologia, que va considerar-se invàlida, i novament una setmana més tard a Florida. Amb Travolta va tenir dos fills, Jett i Benjamin, i una filla, Ella Blue. L'any 2009 Jett, el seu fill gran, que patia autisme i la malaltia de Kawasaki, va morir mentre la família estava de vacances a les Bahames.
Kelly Preston va morir el 12 de juliol de 2020 a causa de complicacions derivades d'un càncer de mama.